# Сеттл, Мэттью
Мэттью Сеттл (англ. Matthew Settle; род. 17 сентября 1969) — американский актёр.

## Жизнь и карьера
Родился в Хикори, Северная Каролина и переехал в Нью-Йорк в восемнадцатилетнем возрасте, чтобы начать актёрскую карьеру. 
Он выступал в театре и снимался в телефильмах, а на большом экране дебютировал в молодёжном триллере 1997 года «Я всё ещё знаю, что вы сделали прошлым летом».
Сыграл роль капитана Рональда Спирса в мини-сериале 2001 года «Братья по оружию» канала HBO, а также Уоррена Битти в телефильме 2004 года «Загадка Натали Вуд». В 2002 году он появился в пяти эпизодах сериала «Скорая помощь», а после в кинофильме Кэлли Хоури «Божественные тайны сестричек Я-Я». Он получил похвалу от критиков за свою роль в мини-сериале 2005 года «На Запад», а также сыграл заметные роли в сериалах «Братья и сёстры», «Практика» и был гостем в «Закон и порядок: Специальный корпус».
Пожалуй, наиболее известен по роли Руфуса Хамфри в сериале «Сплетница», где он снимался с 2007 по 2012 год. В 2010 году он сыграл главную мужскую роль в бродвейском мюзикле «Чикаго».
В 2006 году Сеттл тайно женился на модели Нааме Натив, а 5 марта 2009 года у них родилась дочь Эвен Анджелика Сеттл. В 2015 году у пары родилась вторая дочь Налу Сеттл.

## Частичная фильмография
- 1997 — Я всё ещё знаю, что вы сделали прошлым летом / I Still Know What You Did Last Summer
- 1999 — Крёстный Лански / Lansky
- 2000 — Ю-571 / U-571
- 2000 — Своя тусовка / The In Crowd
- 2000 — Влечение / Attraction
- 2001 — Братья по оружию / Band of Brothers
- 2002 — Божественные тайны сестричек Я-Я / Divine Secrets of the Ya-Ya Sisterhood
- 2004 — Загадка Натали Вуд / The Mystery of Natalie Wood
- 2004 — Место, названное домом / A Place Called Home
- 2005 — На Запад / Into the West
- 2007 — Огнепоклонники / Blue Smoke
- 2007 — На дне / Beneath
- 2008 — Экспресс: История легенды спорта Эрни Дэвиса / The Express
- 2012 — Агент под прикрытием / So Undercover
- 2007—2012 — Сплетница / Gossip Girl
- 2014 — Уиджи: Доска Дьявола / Ouija